# Fulufjället
Fulufjället este o arie protejată (arie specială de conservare — SAC, sit de importanță comunitară — SCI, arie de protecție specială avifaunistică — SPA) din Suedia întinsă pe o suprafață de 40.737,2 ha, integral pe uscat.

## Localizare
Centrul sitului Fulufjället este situat la coordonatele 61°33′03″N 12°43′39″E / 61.5509°N 12.7276°E.

## Înființare
Situl Fulufjället a fost declarat sit de importanță comunitară în decembrie 1995 pentru a proteja 2 specii de plante și 12 specii de animale. Alte tipuri de protecție:
- arie de protecție specială avifaunistică (în decembrie 1996)[2]
- arie specială de conservare (în decembrie 2009)[1][3][4]

## Biodiversitate
Situată în ecoregiunile alpină și boreală, aria protejată conține 9 habitate naturale: Taiga vestică, Pajiști alpine și boreale, Mlaștini turboase de tranziție și turbării mișcătoare, Păduri nordice subalpine/subarctice cu Betula pubescens ssp. czerepanovii, Grohotișuri silicioase de la nivelul montan până la nivelul zăpezii (Androsacetalia alpinae și Galeopsietalia ladani), Izvoare fino-scandinave și mlaștini produse de izvoare bogate în minerale, Pajiști boreale și alpine pe substrat silicios, Păduri fino-scandinave bogate în ierburi cu Picea abies, Turbării Aapa.
La baza desemnării sitului se află mai multe specii protejate:
- plante (2): Buxbaumia viridis, Cynodontium suecicum
- păsări (11): minunița (Aegolius funereus), ciocănitoare neagră (Dryocopus martius), cocor (Grus grus), gușă albastră (Luscinia svecica), notatița cu ciocul subțire (Phalaropus lobatus), ciocănitoare de munte (Picoides tridactylus), ploier auriu (Pluvialis apricaria), Surnia ulula, cocoșul de mesteacăn (Tetrao tetrix tetrix),  cocoș de munte (Tetrao urogallus), fluierar de mlaștină (Tringa glareola)
- mamifere (1): râs eurasiatic (Lynx lynx)